# Campionati europei di ciclismo su pista - Omnium femminile

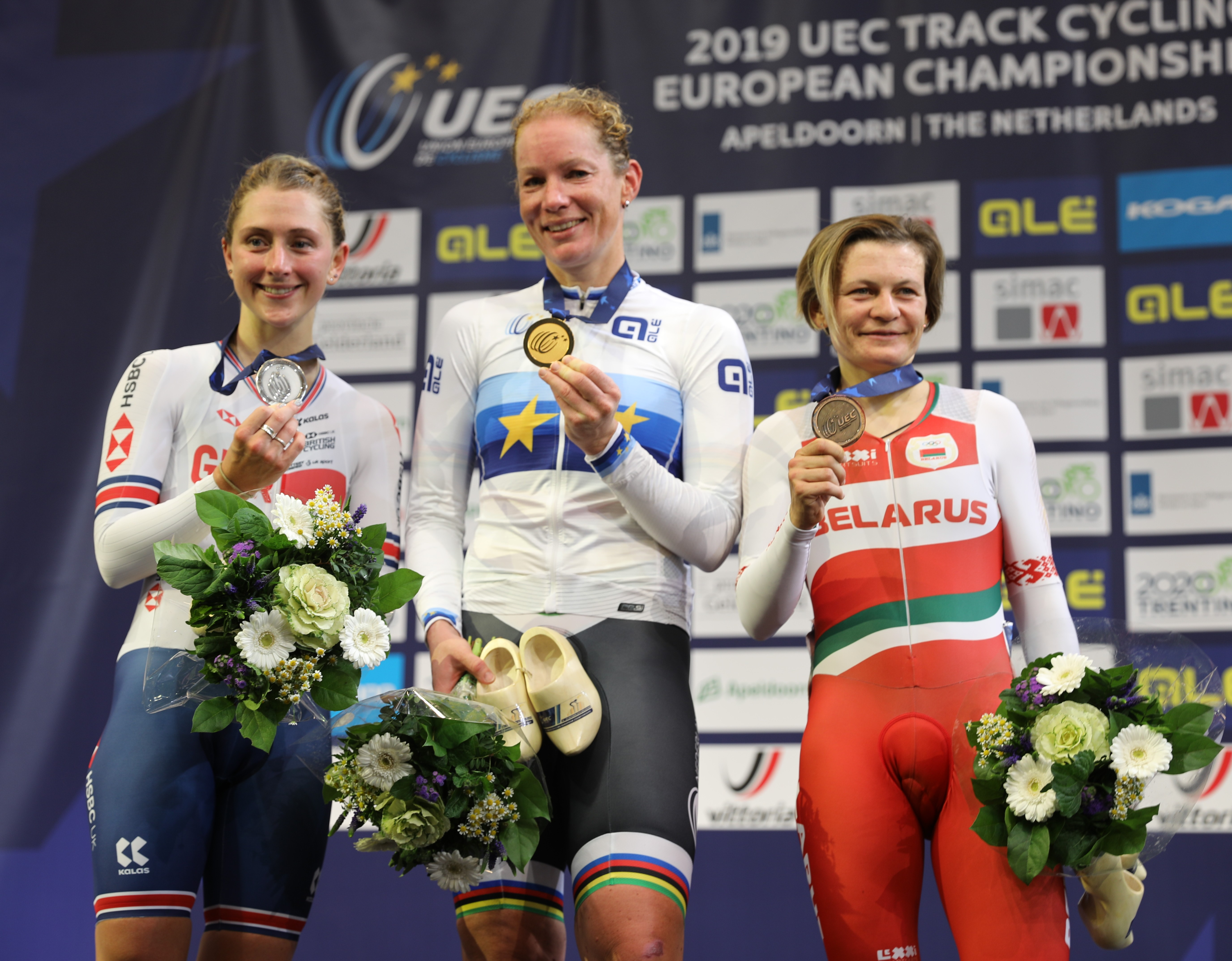
Il podio dell'edizione 2019

L'omnium femminile è una delle prove inserite nel programma dei campionati europei di ciclismo su pista. Si corre dall'edizione 2010 dei campionati.
Si tratta di una prova polivalente, che dal 2017 prevede gare in quattro discipline endurance, corsa scratch (15 chilometri), corsa tempo (7,5 chilometri), corsa a eliminazione e corsa a punti (20 chilometri). La vincitrice è colei che realizza il miglior punteggio al termine delle prove.

## Albo d'oro
Aggiornato all'edizione 2025.
| Anno | Vincitrice       | Seconda           | Terza               |
| ---- | ---------------- | ----------------- | ------------------- |
| 2010 | Leire Olaberría  | Taccjana Šarakova | Małgorzata Wojtyra  |
| 2011 | Laura Trott      | Taccjana Šarakova | Kirsten Wild        |
| 2012 | non assegnato    | Aušrinė Trebaitė  | Katarzyna Pawłowska |
| 2013 | Laura Trott      | Kirsten Wild      | Jolien D'Hoore      |
| 2014 | Laura Trott      | Jolien D'Hoore    | Anna Knauer         |
| 2015 | Laura Trott      | Amalie Dideriksen | Aušrinė Trebaitė    |
| 2016 | Katie Archibald  | Kirsten Wild      | Lotte Kopecky       |
| 2017 | Katie Archibald  | Kirsten Wild      | Elisa Balsamo       |
| 2018 | Kirsten Wild     | Katie Archibald   | Letizia Paternoster |
| 2019 | Kirsten Wild     | Laura Kenny       | Taccjana Šarakova   |
| 2020 | Elisa Balsamo    | Laura Kenny       | Marija Novolodskaja |
| 2021 | Katie Archibald  | Victoire Berteau  | Rachele Barbieri    |
| 2022 | Rachele Barbieri | Clara Copponi     | Daria Pikulik       |
| 2023 | Katie Archibald  | Daria Pikulik     | Lotte Kopecky       |
| 2024 | Anita Stenberg   | Neah Evans        | Valentine Fortin    |
| 2025 | Lorena Wiebes    | Maddie Leech      | Amalie Dideriksen   |

## Medagliere
| Pos.   | Paese         | Oro | Argento | Bronzo | Totale |
| ------ | ------------- | --- | ------- | ------ | ------ |
| 1      | Gran Bretagna | 8   | 5       | 0      | 13     |
| 2      | Paesi Bassi   | 3   | 3       | 1      | 7      |
| 3      | Italia        | 2   | 0       | 3      | 5      |
| 4      | Spagna        | 1   | 0       | 0      | 1      |
| 4      | Norvegia      | 1   | 0       | 0      | 1      |
| 6      | Francia       | 0   | 2       | 1      | 3      |
| 6      | Bielorussia   | 0   | 2       | 1      | 3      |
| 8      | Polonia       | 0   | 1       | 3      | 4      |
| 8      | Belgio        | 0   | 1       | 3      | 2      |
| 10     | Lituania      | 0   | 1       | 1      | 2      |
| 10     | Danimarca     | 0   | 1       | 1      | 2      |
| 12     | Germania      | 0   | 0       | 1      | 1      |
| 12     | Russia        | 0   | 0       | 1      | 1      |
| Totale | Totale        | 15  | 16      | 16     | 47     |

| Pos. | Atleta            | Oro | Argento | Bronzo | Totale |
| ---- | ----------------- | --- | ------- | ------ | ------ |
| 1    | Laura Kenny       | 4   | 2       | 0      | 6      |
| 2    | Katie Archibald   | 4   | 1       | 0      | 5      |
| 3    | Kirsten Wild      | 2   | 3       | 1      | 6      |
| 4    | Elisa Balsamo     | 1   | 0       | 1      | 2      |
| 4    | Rachele Barbieri  | 1   | 0       | 1      | 2      |
| 6    | Leire Olaberría   | 1   | 0       | 0      | 1      |
| 6    | Anita Stenberg    | 1   | 0       | 0      | 1      |
| 6    | Lorena Wiebes     | 1   | 0       | 0      | 1      |
| 9    | Taccjana Šarakova | 0   | 2       | 1      | 3      |
| 10   | Aušrinė Trebaitė  | 0   | 1       | 1      | 2      |
| 10   | Jolien D'Hoore    | 0   | 1       | 1      | 2      |
| 10   | Amalie Dideriksen | 0   | 1       | 1      | 2      |